# Patrick Baldassara
Patrick Baldassara (* 25. Juli 1952 in Lyon) ist ein ehemaliger französischer Fußballspieler und späterer -trainer.

## Karriere
Als Jugendspieler gehörte Baldassara den Junioren von Olympique Lyon an und gewann 1971 mit diesen die Coupe Gambardella. Während der Spielzeit 1972/73 stand er im Kader der Erstligamannschaft, kam jedoch nicht über zwei bestrittene Partien hinaus. Entsprechend war er auch nicht am Pokalerfolg seiner Mannschaft im Jahr 1973 beteiligt. Aufgrund einer starken Konkurrenz durch den Nationalspieler Raymond Domenech blieb die Situation für den Spieler in den beiden darauffolgenden Jahren ähnlich; zu Beginn der Spielzeit 1975/76 schaffte er hingegen den Durchbruch. Dieser wurde gebremst, da Lyon im Abstiegskampf steckte und Trainer Aimé Mignot im Februar 1976 durch Aimé Jacquet ersetzte, der Baldassara nicht weiter vertraute. Dementsprechend wurde der Außenverteidiger im Sommer desselben Jahres an den Zweitligisten AS Angoulême verliehen, für den er regelmäßig auflaufen konnte. Die Lage in Lyon zeigte sich nach seiner Rückkehr jedoch unverändert, als er im Verlauf der Spielzeit 1977/78 nicht über drei Einsätze hinaus kam.
Infolgedessen kehrte der Spieler Lyon 1978 den Rücken und unterschrieb in der zweiten Liga beim HSC Montpellier. Drei Jahre lange besetzte er dort einen Stammplatz und kämpfte mit der Mannschaft um den Aufstieg, der 1981 erreicht wurde. Eine Rückkehr in die höchste französische Spielklasse als Stammspieler blieb ihm allerdings verwehrt, was durch eine schwerwiegende Verletzung ausgelöst wurde. Da er seinen Platz an Faouzi Mansouri verloren hatte, musste er Montpellier 1982 verlassen und beendete zugleich mit 29 Jahren nach 40 Erstligapartien und 117 Zweitligapartien mit jeweils zwei Toren seine Laufbahn als Profi.
Baldassara setzte seine Karriere beim Drittligisten SC Orange fort, für den er bis 1984 auf dem Platz stand. Direkt im Anschluss daran übernahm er bei einem unterklassigen Verein aus Tarbes das Traineramt und lief nebenbei weiterhin als Spieler auf. Während er seine Spielerlaufbahn 1987 endgültig beendete, führte er das Traineramt bis 1989 weiter und brachte dem Klub den Aufstieg in die vierte Liga. Das Amt hatte er erneut von 2001 bis 2004 sowie übergangsweise im Jahr 2009 inne.